# Gals!
Gals! es un manga shōjo de la autora Mihona Fujii publicado por la revista Ribon, editorial Shūeisha, que consta de 10 tomos. Dicha colección fue publicada en España por la editorial Glénat.
El 4 de julio de 2001, se emitió en Japón por el canal TV Tokyo la adaptación al anime, bajo el nombre de Super Gals! Kotobuki Ran (超GALS!寿蘭 Sūpā Gyaruzu! Kotobuki Ran?). Terminó el 26 de septiembre de 2002, con un total de 52 episodios. La adaptación fue realizada por los estudios Pierrot.

## Argumento
La historia de Gals! hace referencia a este colectivo, pero en su lado más amable y reivindicativo. Su protagonista Ran Kotobuki, es una gal de instituto que derrocha confianza en sí misma, ganas de divertirse, adoración por Shibuya y la ropa; y mala leche a partes iguales. No soporta que se le acerquen los tíos «babosos», y mucho menos las propuestas para que se prostituya (uno de sus lemas es «no utilizar jamás dinero sucio»). Siempre va acompañada por su amiga Miyu Yamazaki, una sport-gal ex-gamberra y ex-navajera que tenía aterrorizado a todo el instituto, pero que se convirtió en una chica muy dulce al enamorarse del hermano mayor de Ran, Yamato, el cual es policía al igual que el resto de la familia (su padre, que es el jefe de Policía se pasa todo el manga y el anime intentando que Ran siga sus pasos, pero ella hace como si oyera llover). Por último se les une Aya Hoshino, la «suto-gal» del grupo, una chica lista y estudiosa que, harta de ser presionada en los estudios por sus padres, se sumerge en el negocio de las citas, y es rescatada por Ran. 
Ran tiene también una extraña relación de amistad/enemistad con Rika, Yuka y Mika, más conocidas como «las tres hermanas ganguro», las cuales envidian la facilidad de Ran para ligar. También nos encontramos a Mami Honda, la «ane-gal» más carismática del barrio de Ikebukuro, cuya máxima aspiración es quitarle el puesto de «reina de las gals» a Ran y hacerse con el control de Shibuya.
Como en todo shōjo también existe el componente masculino. En los primeros capítulos hacen su aparición Rei Otohata y Yûya Asou, dos chicos de su misma edad que encabezan las listas de los «súper chicos de instituto», y que traen locas a todas las chicas, a excepción de Ran. En cuanto Yûya conoce a Ran se enamora perdidamente de ella, aunque Ran no se da cuenta. A Rei, en cambio, las gals no le hacen demasiada gracia. Más tarde aparece Tatsuki Kuroi, un «ikemen» (así llaman las gals a los «tíos buenos», como a Yûya y Rei) rey del Para para, que viene del barrio de Machida buscando «marcha», y conocerá a Ran...

## Personajes

### Personajes principales
Ran Kotobuki (寿 蘭 Kotobuki Ran?)
 Seiyū: Megumi Toyoguchi, voz en español: Mar Bordallo
Ran es la protagonista y tiene 16 años con cabellera naranja con una raya roja. Es muy fuerte, atlética, y una bonita gal que manda en las calles de Shibuya. Aunque venga de una familia de policías, ella es despistada y una mala estudiante en la escuela y la única materia en la que saca buenas notas es educación física. Esta bastante obsesionada con cualquier cosa que tenga valor. Pero, dentro de su corazón, tiene un gran sentido de justicia y cuando se enfada es muy peligrosa. Sus armas principales son sus zapatos o botas, que usa como búmeran, y el bolso que suele llevar. Es como una chica que lleva una nueva moda a las estudiantes del instituto Hônan, pero hay gente que la ve con malos ojos. Es bastante lista y tiene una buena memoria en lo que le interesa. Su novio es Tatsukichin, que es muy despistado como ella. Su relación es complicada, ya que a Ran no le importan nada los chicos, pero en verdad sí que le importa su novio. A Ran le gusta comer y comprar. Sus mejores amigas son Miyu y Aya. Su color favorito es el rojo.
Miyu Yamazaki (山咲 美由 Yamazaki Miyu?)
 Seiyū: Haruna Ikezawa, voz en español: Cristina Yuste
Miyu es una chica de 16 años, independiente, dulce, y simpática con cabellera rubia con una ombre naranja. Conoció a Ran cuando Miyu era una niña «problemática» y gracias a la ayuda de Yamato (el hermano de Ran) consigue salir del mundo de la delincuencia. Yamato y Miyu se enamoraron entonces y siguen saliendo juntos. Miyu, poco a poco, se transforma en una gal muy pacífica, y mucho más tranquila que Ran, aunque cuando la provocan es incontrolable. Su estilo es el «sports gal» (estilo deportivo). Su apodo es Miyulina (otorgado por Sayo Kotobuki y utilizado por casi todos). Su color favorito es el amarillo.
Aya Hoshino (星野 綾  Hoshino Aya?)
 Seiyū: Oma Ichimura, voz en español: Belén Rodríguez
Aya es una alumna modelo del instituto Hônan con cabellera negra. Anteriormente salió con hombres por dinero para poder divertirse y ser un poco más como las demás chicas de su edad, y en parte, dejar de ser la alumna perfecta que se ve obligada a ser por culpa de sus padres. Gracias a Ran, sale de todo aquello, y se hace amiga de Miyu y de ella. Es la más relajada de todas y su estilo es de «ane gal» (estilo sofisticado). Siempre medita mucho lo que hace y llora fácilmente, sobre todo por Rei, un chico al que se le llega a mencionar «hombre del hielo», con el cual saldrá, aunque con algún problema por medio. Sus apodos son: Ayuchi y Ayulina (otorgados por Ran y Sayo Kotobuki). Su color favorito es el azul.
Rei Otohata (乙幡 麗  Otohata Rei?)
 Seiyū: Hiroshi Kamiya, voz en español: David Robles
Rei es el primero en el Top Ten de los super chicos de su instituto. Cursa primero en el instituto Meishô. Rei es tranquilo y serio, no se inmuta por nada, prefiere ir a su aire, no le gustan las ataduras y suele decir que Ran es peligrosa. Más adelante, descubrió los encantos de Aya. Su mejor amigo es Yūya, y sale con Aya, pero en algunos capítulos demuestra que siente algo por Ran, sin embargo no llega a quererla ni algo por el estilo. Sus apodos son Oto-chín y Rei-cín (otorgados por Tatsuki Kuroi). En el capítulo 3 del anime se rebela que está de cumpleaños el 6 de marzo, tiene sangre tipo B, mide 1,80 cm y pesa 59 kilos.
Yuya Aso (麻生 裕也  Asō Yūya?)
 Seiyū: Kenichi Suzumura, voz en español: Jesús Alberto Pinillos
Yūya es un chico de 16 años y el segundo en el Top Ten de los super chicos de su instituto. Es el mejor amigo de Rei, pero no se le parece en nada. Yūya es alegre y divertido, aunque el pobre lo pasa muy mal por culpa de Ran. Es el rival de Tatsuki y siempre está compitiendo con él, aunque Tatsuki lo único que quiere es que sean amigos. Sale con Mami. Al principio, salía con ella por miedo a enfadarla, pero después se fue enamorando de ella. Su apodo es Número 2 (otorgado por Ran Kotobuki), ya que es el segundo en el top 10.
Yamato Kotobuki (寿 大和  Kotobuki Yamato?)
 Seiyū: Hiroki Takahashi, voz en español: Juan Antonio García Saínz
Yamato es un hombre de 25 años y hermano de Ran y de Sayo. Trabaja en una comisaría de policía, y siempre está al servicio del ciudadano. Yamato está enamorado de Miyu, y los dos hacen una pareja genial. Empezaron a salir, cuando Miyu era una delincuente, y Yamato la ayudó.
Tatsuki Kuroi (黒井 直樹  Kuroi Tatsuki?)
 Seiyū: Yukimaza Obi, voz en español: Miguel Ángel Garzón
Tatsuki es el novio de Ran y es llamado «El negro de Machida». Ran lo llama «Tatsukichín», y tiene en particular una cara muy parecida a un mono. Le encanta bailar Para para y quiere mucho a Ran.

### Personajes secundarios
Satsuki Iida
 Seiyū: Miyuki Yamasaki, voz en español: Míriam Valencia
Satsuki es amiga de Ran desde pequeñas. Suele salir con Ran y las demás. Su mejor amiga es Rie.
Rie Aihara
 Seiyū: Riyouka Shima, voz en español: Isacha Mengíbar
Rie es amiga de Ran y las demás. Su mejor amiga es Satsuki.
Naoki Kuroi (黒井 直樹 Kuroi Naoki?)
 Seiyū: Daisuke Sakaguchi, voz en español: Álex Saudinós
Naoki es el hermano pequeño de Tatsuki. Le gusta ir en monopatín (o en snowboard si nieva). Siempre está buscando a la mujer de su vida y se encapricha con la primera que ve. Forma parte de los «Jóvenes Detectives de Instituto» con Sayo y Masato.
Taizo Kotobuki (寿 泰三 Kotobuki Taizō?)
 Seiyū: Ginzo Matsuo, voz en español: Manuel Bellido
Taizo es el padre de Ran. Es un detective jefe muy respetado cuyo único deseo es convertir a Ran en una buena policía.
Kiyoka Kotobuki (寿 清香 Kotobuki Kiyoka ?)
 Seiyū: Yuko Kobayashi, voz en español: Isabel Fernández Avanthay
Kiyoka es la madre de Ran. Es una guardia de tráfico y no le importa tanto como a Taizo que su hija se convierta en policía.
Sayo Kotobuki (寿 沙夜  Kotobuki Sayo?)
 Seiyū: Rie Kugimiya, voz en español: Carmen Cervantes
Sayo es una chica de 14 años y la hermana de Ran. Junto con Masato (su novio) y después también cuentan con la ayuda de Naoki, forman «los jóvenes detectives de Shibuya» ya que se quiere convertir en una gran policía. Mientras, Ran la ayuda si surge algún problema. Tienen una gran amistad entre hermanas. Tiene problemas con la pronunciación de las «S» y las dice «Ch», es muy patosa y suele caerse cuando empieza a correr. También se podría decir que es muy exagerada.
Masato Iwai (祝 匡人 Iwai Masato?)
 Seiyū: Kouki Miyata, voz en español: Javier Balas
Masato es el novio de Sayo. Juntos hacen una pareja adorable. Siempre están juntos luchando por la ley, es muy exagerando y siempre se está divirtiendo junto a su novia.
Nakanishi
 Seiyū: Ryu Manatsu, voz en español: Pedro Tena
Nakanishi es el profesor de Ran. Está desesperado porque Ran no repita ningún curso. Lo que le caracteriza es que confía en sus alumnos. Ran y las demás le llaman «el Naka».
Mami Honda (本多 マミ Honda Mami?)
 Seiyū: Aya Ishizu, voz en español: Chelo Vivares
Mami es la mejor Gal del barrio de Ikebukuro. Es la rival de Ran, aunque entre pelea y pelea, se van haciendo amigas (relación amiga-enemiga). Sale con Yūya. Su estilo es «ane gal». Su apodo es Mamilina (otorgado por Ran Kotobuki).
Harue Kudou (工藤 ハルエ  Kudō Harue?)
 Seiyū: Reiko Takagi, voz en español: Pilar Martín
Harue es la mejor amiga de Mami. En el pasado, perteneció a la banda «Las Águilas», la banda rival a la que pertenecía Miyu en secundaria. Su apodo es Harulina (otorgado por Ran Kotobuki).

### Personajes terciarios
Hāchiko  (星野 綾  Hāchiko?)
Hāchiko es una estatua de perro en la que Ran acostumbra a subirse. Está situado en el centro de Shibuya y realmente existe. Suele aparecer en escenas cómicas.
Las hermanas Ganguro
Son tres Gals de estilo ganguro de Shibuya que también son rivales de Ran, a las que les hace mucha rabia que Ran ligue tanto. Se llaman Rika, Yuka y Mika.
Rui Otohata
Rui es el primo de Rei. Tiene ocho años y se parece mucho a Rei, tanto en el aspecto como en la forma de ser. Le gusta poner motes a la gente. A Ran le llama «Pelopaja», a Miyu «Monina» y a Aya «Nervios».
La Pantera Rosa X
Es un superhéroe que siempre lleva una capa de estampado animal rosa. Es el personaje preferido de Ran, que veía la serie, tiene cómics de él, muñecos y hasta un disfraz. Lucha contra la Pantera Negra Z.

### Personajes exclusivos del manga
Aki Mishina
Aki aparece en el tomo 5. Es una chica un año menor que Ran, a quien sus compañeras de clase pegaban, marginaban y robaban el dinero. Ella odiaba a Ran porque las Gals le parecían estúpidas, y le echaba la culpa de sus desgracias. Por eso, compró un cuchillo y lo utilizó para amenazar a sus compañeras para que atacaran a las personas queridas de Ran. Al final, Ran lo descubre todo y habla con ella, convenciéndole de que no debe seguir haciendo eso. Aki se hace amiga de Ran y sus compañeras de clase empiezan a tratarla mejor.
Yumi y Mari
Yumi y Mari aparecen en el tomo 5. Eran amigas de Aki en secundaria, pero en el instituto empezaron a pedirle dinero. Después son obligadas por Aki a atacar a Tamba y a Miyu. Al final, vuelven a ser amigas de Aki. Admiran mucho a Ran.
Yoko Harashawa
Yoko aparece en el tomo 8. Era compañera de clase de Sayo. Hacía amenazas por correo electrónico con el sobrenombre Hart. Quería suicidarse porque estaba sola en el mundo y su padre la pegaba. Sayo lo descubre todo y la ayuda en el último momento, evitando que se suicide y Ran le dice a su padre que debe dejarla vivir. Yoko se hace muy amiga de Sayo.
Yu, Yasue y Mako
Aparecen en el tomo 8. Son amigas de Sayo.
Kyohei
Kyohei es el primo de Tatsuki y Naoki.

## Contenido de la obra

### Manga
Gals! se inició como una serie manga shōjo escrita por Mihona Fujii, serializada en la revista Ribon, de la editorial Shūeisha. Su publicación en la revista fue del 29 de diciembre de 1998 al 2 de abril de 2002. También ha sido publicada en Estados Unidos por CMX Manga, en España y Francia por Glénat, y en Alemania por Egmont Manga and Anime.
Es un manga lleno de humor, en el que abundan los divertidos free-talks de la autora, Mihona Fujii, en los cuales habla de su día a día, de su perrito Timothy, las peleas con su madre, y da consejos prácticos para las jovencitas que deseen convertirse en gals. Estos consejos han hecho que en muchas comunidades de MSN españolas empiecen a aparecer fanes que siguen a rajatabla los códigos de las gals y desean instalar esta moda también en España. Actualmente hay pequeñas comunidades gal en España, las llaman «Spanish-Gal» y siguen las mismas normas que las gal japonesas sólo que no van pintadas con maquillaje panda y hay más variedad de tipos, como las «urban-gal», gals que se diferencian por no llevar plataformas.
| Volumen | Fecha de publicación en Japón | ISBN                   | Fecha de publicación en España | ISBN                   |
| ------- | ----------------------------- | ---------------------- | ------------------------------ | ---------------------- |
| 1       | agosto de 1998                | ISBN 978-4-08-856158-5 | 1 de octubre de 2002           | ISBN 978-84-8449-249-8 |
| 2       | enero de 2000                 | ISBN 978-4-08-856185-1 | 1 de diciembre de 2002         | ISBN 978-84-8449-250-4 |
| 3       | mayo de 2000                  | ISBN 978-4-08-856204-9 | 1 de febrero de 2003           | ISBN 978-84-8449-281-8 |
| 4       | octubre de 2000               | ISBN 978-4-08-856231-5 | 1 de abril de 2003             | ISBN 978-84-8449-282-5 |
| 5       | enero de 2001                 | ISBN 978-4-08-856251-3 | 1 de junio de 2003             | ISBN 978-84-8449-305-1 |
| 6       | mayo de 2001                  | ISBN 978-4-08-856281-0 | 1 de agosto de 2003            | ISBN 978-84-8449-306-8 |
| 7       | octubre de 2001               | ISBN 978-4-08-856318-3 | 1 de octubre de 2003           | ISBN 978-84-8449-307-5 |
| 8       | enero de 2002                 | ISBN 978-4-08-856341-1 | 1 de diciembre de 2003         | ISBN 978-84-8449-308-2 |
| 9       | 15 de marzo de 2002           | ISBN 978-4-08-856358-9 | 1 de febrero de 2004           | ISBN 978-84-8449-309-9 |
| 10      | 15 de julio de 2002           | ISBN 978-4-08-856387-9 | 1 de abril de 2004             | ISBN 978-84-8449-310-5 |

### Anime
Gals! se adaptó al anime, bajo el título de Super Gals! Kotobuki Ran (超GALS!寿蘭 Sūpā Gyaruzu! Kotobuki Ran?), por los estudios Pierrot. Su emisión original fue por el canal japonés TV Tokyo del 4 de julio de 2001 al 26 de septiembre de 2002. También ha sido emitida en Estados Unidos por Anime Selects, en España por el canal Buzz y en Italia por Rai Futura, RaiDue y Super 3. La emisión vía streaming en Estados Unidos, la hizo The Anime Network.

#### Episodios
La serie consta de 52 episodios.
1. Calle 1 Adelante Super Gal, Ran Kotobuki
2. Calle 2 Investigación a tope en Shibuya
3. Calle 3 Las mechas rojas y el corazón de las chicas
4. Calle 4 Mala suerte con los chicos
5. Calle 5 Corazón triste, Aya se aleja
6. Calle 6 Los jóvenes detectives entran en acción
7. Calle 7 Sombras negras, Miyu en peligro
8. Calle 8 El oscuro pasado de Miyu
9. Calle 9 Sayo secuestrada, recuerdos amargos
10. Calle 10 El canguelo de Yuya, aparece un rival
11. Calle 11 La gran competición de Shibuya
12. Calle 12 La promesa. Adiós, chica del kendo
13. Super señorita Ran Kotobuki
14. Maki, la aprendiz de Gal
15. Duelo en la nieve, la revancha de Yuya
16. Un aniversario muy especial
17. Los sentimientos de Aya
18. Batalla decisiva en Odaiba
19. Llegó el verano. Desparrame en la playa
20. El primer amor de Mamilina
21. Valor y coraje en la competición escolar
22. La reina del meiso
23. Un profe super borde
24. De monos y horóscopos
25. El compromiso de Yamato
26. Superpolicía Ran Kotobuki!
27. Con Naokichin llegó el escándalo
28. Las tribulaciones de Yuya
29. El flechazo de Mamilina
30. El enigma de la peluca
31. Bienvenidos a Palm Tree
32. Una nueva rival entra en escena
33. La venganza de Kasumi
34. Mal de amores, el síndrome de Rei
35. Dos hombres, una mujer y un destino
36. Aventura en el balneario
37. Se reveló el secreto, Mamilina en peligro
38. Vínculo inquebrantables y palabras que llegan al corazón
39. Unas navidades muy monas
40. Intercambio de personalidad
41. Sailor Marukiu, la Guerrera de shibuya
42. El programa de entrenamiento de Taito. Ran será policía
43. Historia de un reencuentro
44. El tiburón de Odaiba nunca muere
45. Batallitas De San Valentín
46. El duelo de los maestros de los fideos Ramen
47. El abrigo anhelado de la Gal carismática
48. Peligro, Gal enamorada
49. El único hogar de Miyu
50. Viento gélido. Amor en crisis
51. Amigas para siempre
52. Hasta siempre Ran. El cielo de Shibuya no cambiará

#### Banda sonora
La banda sonora de este anime corre a cargo de Hikaru Nanase.
- Opening: "Aitsu" interpretada por Dicot.
- Ending: "Dakishimetai" interpretada por Jungle Smile.